# جیم رایت
جیم رایت (انگلیسی: Jim Wright؛ ۲۲ دسامبر ۱۹۲۲ – ۶ مهٔ ۲۰۱۵) یک سیاست‌مدار اهل ایالات متحده آمریکا بود. رایت از اعضای حزب دموکرات و رئیس سابق رئیس مجلس نمایندگان ایالات متحده آمریکا بود. وی عضو مجلس نمایندگان ایالات متحده آمریکا از حوزه انتخابیه دوازدهم تگزاس بود وی همچنین در زمان جنگ جهانی دوم در ارتش ایالات متحده آمریکا خدمت نمود